# Corin Raymond
Corin Raymond est un chanteur de folk rock et de country alternative canadien. Il accède à la notoriété en 2017 lors de sa nomination à la cérémonie des prix Juno dans la catégorie roots rock pour l'album Hobo Jungle Fever Dreams.

## Carrière
Corin Raymond était à l'origine membre d'un duo avec Sean Cotton nommé The Undesirables. Ils sortent ensemble plusieurs albums entre 1990 et 2010 avant de se séparer. En parallèle, Corin sort plusieurs albums solo : Record Lonesome Night en 2004, et There Will Always Be a Small Time en 2009.
Pendant ses spectacles, les fans prennent l'habitude de lui donner des coupons de l'entreprise Canadian Tire à chaque fois qu'il chante "Don't Spend It Honey", où il mentionne explicitement l'argent Canadian Tire. Il décide alors en 2012 de financer son troisième album Paper Nickels avec ces dons de coupons. Il lance une campagne de collecte et l'album peut sortir en 2013.
Son quatrième album Hobo Jungle Fever Dreams sort en 2016 et lui vaut une nomination au Prix Juno dans la catégorie Roots rock ainsi qu'une nomination au prix de musique folk canadienne en tant qu'album de l'année. Son producteur, David Gillis reçoit quant à lui le prix Producteur de l'année pour ce même album. La cérémonie de remise des prix Juno 2017 se déroule ironiquement au Centre Canadian Tire de Kanata.
Un cinquième album parait en 2019.

## Problèmes avec la douane
En 2008, Corin Raymond se rend en Angleterre pour les funérailles de sa grand-mère. Il joue de la guitare dans un pub, or il n'a pas de permis de travail. Les services d'immigration britannique le bannissent pour 10 ans.
Dans sa jeunesse, il participe au Kerrville Folk Festival au Texas en tant que volontaire. À son arrivée à l'aéroport de Toronto, les douaniers lui interdisent l'accès à l'avion car il transporte sa guitare et n'a pas de visa pour jouer dans le festival. Il ne pourra pas s'y rendre (ni se faire rembourser son billet).
En 2009, il doit donc composer ses tournées en fonction des pays où il est autorisé, il lui reste le Canada et l'Australie. La notoriété lui permet de s'ouvrir de nouveau les frontières.